# ونکولا، نروتسی پاریش
ونکولا، نروتسی پاریش (به لاتین: Vanaküla, Noarootsi Parish) یک روستا در استونی است که در دهستان نواروستی واقع شده‌است.